# Nyírség
Nyírség (554.7; węg. „kraj brzóz”) – region geograficzny i etnograficzny w Kraju Zacisańskim (Tiszántul) na Wielkiej Nizinie Węgierskiej, na granicy wschodnich Węgier i zachodniej Rumunii. Część rumuńska jest określana w geografii rumuńskiej jako Câmpia Carei – Równina Carei. 
Nyírség stanowi nizinę pokrytą utrwalonymi wydmami piaszczystymi. Jest najwyższą częścią Wielkiej Niziny Węgierskiej – osiąga 183 m n.p.m. (wzgórze Hoportyó na południe od Nyírbátor). Kształtem przypomina romb. Na północnym wschodzie sąsiaduje z Równiną Satmarską, z pozostałych stron otaczają go równiny należące do Niziny Cisańskiej: Bodrogköz i Rétköz od północnego zachodu, Érmellék od południowego wschodu i Hajduság od południowego zachodu.
Nyírség powstał w trzeciorzędzie jako ogromny stożek napływowy utworzony przez rzeki spływające z północno-wschodnich Karpat i z Siedmiogrodu do morza (później jeziora) wypełniającego wówczas Kotlinę Panońską. Po całkowitym zapełnieniu osadami tej części morza powstała tu rozwinięta sieć rzeczna. Przez Nyírség przepływały przede wszystkim Cisa i Samosz. Rzeki nadal osadzały materiał z gór, kształtując podłoże regionu.
45–50 tysięcy lat temu teren Nyírség został wydźwignięty wskutek ruchów tektonicznych. Cisa i Samosz zmieniły koryta i opływały region od wschodu. Wskutek kolejnych ruchów tektonicznych 20–22 tysiące lat temu zapadły się regiony Równiny Szatmarskiej, Równiny Berehowskiej oraz Bodrogköz i Rétköz. W następstwie tego górna Cisa zmieniła przebieg na dzisiejszy. 14–16 tysięcy lat temu to samo stało się z Samoszem.
Efektem tego było wyschnięcie Nyírség, który został pozbawiony sieci rzecznej. Od tej pory główną rolę w kształtowaniu powierzchni regiony odgrywały wiatry. Wiatry pokryły opuszczone koryta rzek warstwą eolicznego piasku. Uformowały też wielkie wały wydm, ciągnące się z północy na południe. Między wydmami powstały zastoiska wody opadowej, słone jeziorka i bagniska. Tak ukształtowany region wkroczył w czasy historyczne.
Klimat Nyírség jest kontynentalny, chłodniejszy, niż pozostałej części Wielkiej Niziny Węgierskiej. Przeciętna roczna ilość opadów wynosi 550–600 mm. Nasłonecznienie jest natomiast wyższe, niż przeciętne dla Niziny.
Pierwotną roślinnością Nyírség były lasy brzozowe i dębowe, które zostały niemal całkowicie wyrąbane. Obecnie tylko 10–12% powierzchni regiony stanowią lasy dębowe i robiniowe (potocznie akacjowe). Naturalna szata roślinna została zastąpiona przez wielkotowarowe użytki rolne. Ziemie regionu są intensywnie użytkowane rolniczo – uprawia się tu pomidory, słoneczniki, tytoń i owoce, szczególnie jabłka. Pola są nawadniane. Na glebach bardziej piaszczystych prowadzi się hodowlę bydła.
Region jest pozbawiony bogactw mineralnych. Eksploatuje się tylko wody mineralne i wody termalne.
Osadnictwo ludzkie w Nyírség datuje się od 7–10 tysięcy lat temu. Na większą skalę osady ludzkie zaczęły powstawać w IX wieku n.e., po podboju madziarskim. Obszar wyludnił się w XIV–XVIII wieku na skutek okupacji tureckiej i wojen. Z kolei w XVIII–XIX wieku region uległ przeludnieniu i zubożeniu. Obecnie przeżywa trudności gospodarcze. Region cechuje wyraźna odrębność etnograficzna, wynikła głównie z wielonarodowego osadnictwa. W XVIII wieku opustoszały region zasiedlili liczni Słowacy, Rumuni, Rusini i Niemcy. Obecnie narodowości te uległy już zupełnej asymilacji, lecz pozostały po nich ślady kulturalne i językowe. Typowe dla Nyírség, a nietypowe dla Węgier w ogóle są niewielkie wsie w postaci skupisk kilku–kilkunastu chłopskich zagród. Miasta są nieliczne i niewielkie – do większych zaliczają się tylko Nyíregyháza (119 tys. mieszkańców w 2001, siedziba władz komitatu Szabolcs-Szatmár-Bereg) i powiatowe Nyírbátor (13,5 tys.), a po rumuńskiej stronie Carei (23,3 tys. mieszkańców).